# Prix Stefan-Banach
Le Prix Stefan-Banach est un prix mathématique attribué par la Société mathématique de Pologne à des mathématiciens polonais en mémoire de Stefan Banach. Il est remis depuis la fin de la seconde Guerre Mondiale, de manière irrégulière. Un autre prix mathématique, remis par l'Académie polonaise des sciences, porte le nom de Médaille Stefan Banach et récompense des mathématiciens non exclusivement polonais.
En 2008 le prix est complété par le prix international Stefan-Banach pour une thèse de doctorat en sciences mathématiques (en collaboration avec l'entreprise polonaise des télécommunications Ericpol Telecom). Il récompense des thèses remarquables de pays d'Europe de l'Est et il est doté (depuis 2017) de 25 000 PLN.

## Lauréats
Les lauréats sont :
- 2021 : Damian Osajda
- 2020 : Jerzy Weyman
- 2019 : Yuriy Tomilov (pl)
- 2018 : Wojciech Kucharz (de) et Maksym Radziwill
- 2017 : Krzysztof Bogdan (pl)
- 2016 : Adrian Langer (pl)
- 2015 : Jan Okniński (pl)
- 2014 : Krzysztof Frączek (pl)
- 2013 : Henryk Woźniakowski
- 2012 : Jacek Świątkowski (pl)
- 2011 : Tomasz Komorowski (de)
- 2010 : Adam Paszkiewicz (pl)
- 2009 : Tomasz Downarowicz (pl)
- 2008 : Lech Tadeusz Januszkiewicz (pl)
- 2007 : Grzegorz Świątek (en)
- 2003 : Jerzy Jezierski (pl) et Wacław Marzantowicz (en)
- 2002 : Rafał Latala (pl) et Krzysztof Oleszkiewicz (pl)
- 2001 : Mieczysław Mastylo (pl)
- 1997 : Mariusz Lemańczyk (en)
- 1993 : Ryszard Szwarc (pl)
- 1992 : Marek Nawrocki (pl)
- 1991 : Paweł Domański (pl)
- 1990 : Marek Lassak (pl)
- 1988 : Adam Paszkiewicz (pl)
- 1987 : Jarosław Zemanek (pl)
- 1986 : Henryk Hudzik (pl)
- 1985 : Wojciech Banaszczak (pl)
- 1984 : Marek Bożejko (pl)
- 1983 : Tadeusz Byczkowski (pl)
- 1982 : Lech Maligranda (pl)
- 1979 : Przemysław Wojtaszczyk (pl)
- 1977 : Lech Drewnowski (pl)
- 1976 : Tadeusz Figiel
- 1974 : Leszek Pacholski (pl)
- 1973 : Henryk Toruńczyk (en)
- 1972 : Andrzej Pelczar (de)
- 1971 : Stanisław Kwapień
- 1970 : Roman Duda (pl)
- 1969 : Danuta Przeworska-Rolewicz et Stefan Rolewicz
- 1968 : Władysław Narkiewicz
- 1967 : Wiesław Żelazko (de)
- 1966 : Włodzimierz Mlak (de)
- 1965 : Jan Mycielski
- 1964 : Zbigniew Ciesielski
- 1963 : Bogdan Bojarski (pl)
- 1962 : Edward Sąsiada (pl)
- 1961 : Czesław Bessaga (de) et Aleksander Pełczyński
- 1960 : Krzysztof Maurin (pl)
- 1959 : Józef Meder (pl)
- 1958 : Mieczysław Altman (pl)
- 1957 : Andrzej Grzegorczyk
- 1956 : Zofia Szmydt
- 1955 : Witold Wolibner (pl)
- 1954 : Tadeusz Lezański (pl)
- 1953 : Stanisław Hartman (de)
- 1952 : Andrzej Alexiewicz (en)
- 1951 : Adam Bielecki
- 1950 : Jan Mikusiński
- 1949 : Stanisław Mazur
- 1948 : Władysław Orlicz
- 1947 : Mieczysław Biernacki (pl)
- 1946 : Hugo Steinhaus

## Lauréats du prix international Stefan-Banach (depuis 2008)
- 2021 : Michał Miśkiewicz
- 2017 : Anna Szymusiak[1]
- 2016 : Adam Kanigowski[2]
- 2015 : Joonas Ilmavirta
- 2014 : Dan Petersen
- 2013 : Marcin Pilipczuk
- 2012 : Andras Mathe
- 2011 : Łukasz Pańkowski
- 2010 : Jakub Gismatullin
- 2008 : Tomasz Elsner